# Каньозу
Каньозу (порт. Canhoso; МФА: [kɐ.ˈɲo.zu]) — парафія в Португалії, у муніципалітеті Ковілян. Розташована в східній частині країни, на теренах історичної португальської провінції Бейра. Входить до складу округу Каштелу-Бранку. За адміністративним поділом, чинним до 1976 року, терени парафії були складовою провінції Нижня Бейра. Належить до Порталегрівсько-Каштелу-Бранківської діоцезії Католицької церкви. Патрон — Діва Марія. Площа — 6,8645 км². Населення — 2237 ос. (2011). Середньо урбанізований регіон. Густота населення — 325,88 осіб/км²
. Код — 050331.

## Населення
| 2001  | 2011  |
| 1 735 | 2 237 |